# Самуйленко Пилип Олексійович
Пилип Олексійович Самуйленко (1902, село Потапівка, тепер Буда-Кошельовського району Гомельської області, Республіка Білорусь — ?) — білоруський та український радянський державний діяч, міністр лісової промисловості Української РСР, міністр лісової промисловості Білоруської РСР. Депутат Верховної Ради УРСР 2-го скликання. Депутат Верховної Ради Білоруської РСР.

## Біографія
Народився у родині лісника. Закінчив сільську школу. У 1921 році закінчив лісовий технікум.
У 1921—1930 роках — помічник лісничого, помічник таксатора; на керівній роботі у системі Наркомату лісової промисловості СРСР.
У 1930—1933 роках — студент Ленінградської лісотехнічної академії.
У 1933—1934 роках — старший інженер Наркомату лісової промисловості СРСР.
Член ВКП(б).
У 1934—1936 роках — директор Томниківського ліспромгоспу Мордовської АРСР. У 1937—1938 роках — керуючий тресту «Північкарелліс» Карельської АРСР.
У 1938—1940 роках — начальник Головного управління лісозаготівель і сплаву Північно-західних районів («Головпівнічзахідлісу») Народного комісаріату лісової промисловості СРСР.
10 березня 1940 — 6 вересня 1950 р. — народний комісар (міністр) лісової промисловості Української РСР. Під час німецько-радянської війни виконував завдання Державного комітету оборони СРСР із забезпечення потреб Червоної армії.
У вересні 1950 — липні 1957 р. — міністр лісової і паперової промисловості Білоруської РСР, міністр лісової промисловості Білоруської РСР.
У липні 1957 — березні 1958 р. — начальник Управління лісової промисловості Ради народного господарства Білоруської РСР. У березні 1958 — 1964 р. — начальник Управління лісової, целюльозно-паперової і деревообробної промисловості Ради народного господарства Білоруської РСР.
Потім — на пенсії.

## Нагороди
- орден Трудового Червоного Прапора (23.01.1948)
- ордени
- медалі